# ویسما
ویسما (انگلیسی: Visma) شرکت نرم‌افزار نروژی است، که در سال ۱۹۹۶ تأسیس شد.